# Monument comun al ostașilor căzuți în 1944 (Andriașevca Nouă)
Monumentul comun al ostașilor căzuți în 1944 este un monument amplasat în Andriașevca Nouă, Unitățile Administrativ-Teritoriale din Stînga Nistrului, Republica Moldova. Este un monument istoric de importanță națională inclus în Registrul monumentelor Republicii Moldova ocrotite de stat cu nr. 1284 (raionul Slobozia). Datează din 1963.